# Hans Jørgen Christiansen
Hans Jørgen Christiansen (født 25. november 1943 i Fredericia) er en dansk tidligere landsholdsspiller i fodbold.

## Landsholdskarriere
Debuterede i hjemmekampen mod Luxembourg (5-1), hvor han havde afløst Niels Yde som venstre back. Den 24-årige Hans Jørgen Christiansen fik en fin debut og fik da også genvalg til udekampen i Dublin mod Irland (1-1). En kamp, der blev historisk, idet det er den eneste landskamp (med dansk deltagelse), der aldrig blev spillet til ende. Kampen blev afbrudt efter 55 minutter på grund af tæt tåge. Hans Jørgen Christiansen var med på landsholdets tur til Mellemamerika i starten af 1969, hvor han var med i alle tre kampe mod hhv. Bermuda, Surinam og Mexico. Efter turen besluttede han at trappe ned med fodbolden.

## Seniorkarriere
Hans Jørgen Christiansen var en høj lyshåret alsidig forsvarsspiller, der både kunne spille back i begge sider og centerhalf. Han var som ung elitegymnast og begyndte derfor først at spille fodbold som 17-årig, hvor han blev medlem af Esbjerg fB. Kun to år senere debuterede han for Esbjerg i hjemmekampen mod PSV Eindhoven. Den 19-årige Hans Jørgen blev kastet for løverne da centerhalfen John Madsen måtte melde afbud kun en time før kampen. Esbjerg tabte 3-4 (og returkampen 1-7). I returkampen kunne Hans Jørgen fra bænken se, at John Madsen undtagelsesvist havde en rædselsdag. Alle spillerne fik af PSV en (Philips) transistorradio, som på det tidspunkt var noget enestående og et fremsynet teknologisk vidunder.
Da Esbjerg vandt pokalfinalen i 1964 (2-1 over Odense KFUM) spillede Hans Jørgen højre back. Han var med til at vinde DM med Esbjerg i 1963 og 1965. Han startede sin karriere sent og sluttede den "til gengæld" tidligt. Allerede som 26-årig trappede han karrieren ned af hensyn til familien og det arbejdsmæssige.

## Udenfor karrieren
Civilt var Hans Jørgen uddannet folkeskolelærer. Kom senere indenfor medicinalbranchen, var distriktchef for Albani, var udstationeret et år i Polen for Tele Danmark og har været ansat i forskellige jobs indenfor TDC, hvor han i dag arbejder med kompetenceudvikling. Han var desuden i en kort periode direktør for Esbjerg fB.

## Eksterne Henvisninger
- Hans Jørgen Christiansens spillerprofil i DBU's Landsholdsdatabase
- Hans Jørgen Christiansens profil hos EU-football.info (engelsk)
- Hans Jørgen Christiansens spillerprofil på Transfermarkt (engelsk)
- Hans Jørgen Christiansens spillerprofil på national-football-teams.com (engelsk)
- Hans Jørgen Christiansens profil hos FootballDatabase.eu (engelsk)
- Profil på efb.dk (Webside ikke længere tilgængelig)
- Profil på efbhistorik.dk